# King Biscuit Flower Hour Presents Greg Lake in Concert
 (novembre 2018).
Si vous disposez d'ouvrages ou d'articles de référence ou si vous connaissez des sites web de qualité traitant du thème abordé ici, merci de compléter l'article en donnant les références utiles à sa vérifiabilité et en les liant à la section « Notes et références ».
Albums de Greg Lake
Manœuvres
(1983) The Greg Lake Retrospective: From the Beginning
(1996)
King Biscuit Flower Presents Greg Lake in Concert est un album live de Greg Lake enregistré au Hammersmith Odeon de Londres (Angleterre) le 5 novembre 1981 et diffusé dans l'émission de radio King Biscuit Flower Hour. 
Il est sorti pour la première fois sur CD en 1995. L'enregistrement est masterisé aux studios PolyGram. Le CD a été masterisé aux Dolphin Studios.

## Liste des pistes
| No  | Titre                                                                                               | Durée |
| --- | --------------------------------------------------------------------------------------------------- | ----- |
| 1.  | Medley : - a). Fanfare for the Common Man (Aaron Copland) - b). Karn Evil 9 (Emerson-Lake-Sinfield) | 6:11  |
| 2.  | Nuclear Attack (Gary Moore)                                                                         | 5:45  |
| 3.  | The Lie (Benyon-Eyre-Lake)                                                                          | 4:33  |
| 4.  | Retribution Drive (Benyon-Eyre-Lake)                                                                | 5:41  |
| 5.  | Lucky Man (Greg Lake)                                                                               | 4:50  |
| 6.  | Parisienne Walkways (Lynott-Moore)                                                                  | 6:03  |
| 7.  | You've Really Got a Hold on Me (Smokey Robinson)                                                    | 5:25  |
| 8.  | Love You Too Much (Dylan-Lake-Springs)                                                              | 5:04  |
| 9.  | 21st Century Schizoid Man (Fripp-McDonald-Lake-Giles-Sinfield)                                      | 9:06  |
| 10. | The Court of the Crimson King (McDonald-Sinfield)                                                   | 5:39  |

## Musiciens
- Greg Lake - guitare rythmique, voix solo
- Gary Moore - guitare solo, voix
- Tommy Eyre - claviers, voix
- Ted McKenna - batterie
- Tristram Margetts - guitare basse